# ریجفیلد پارک (نیوجرسی)
ریجفیلد پارک (به انگلیسی: Ridgefield Park) شهری در ایالت نیوجرسی کشور ایالات متحده آمریکا است که جمعیت آن در سرشماری سال ۲۰۱۰ میلادی، ۱۲٬۷۲۹ نفر بوده‌است.